# アクシオム ミッション1
アクシオム ミッション1（Axiom Mission 1ないしAx-1）はテキサス州ヒューストンにあるアクシオム・スペースのミッションコントロールセンター（MCC-A）からアクシオム・スペースが運営する国際宇宙ステーションへの民間クルーミッション。この飛行は2022年4月8日にケネディ宇宙センターから打ち上げられた。クルーの構成はアクシオム・スペースに雇用された専門的な訓練を受けた宇宙飛行士マイケル・ロペス＝アレグリア、イスラエル出身のエイタン・スティッベ、アメリカ合衆国のラリー・コナーおよびカナダのマーク・パティとなっている。

## 背景
アクシオム・スペースは、世界初の商業宇宙ステーションを作ることを目標に2016年に設立された。2020年初頭、NASAはアクシオムがISSのハーモニーモジュールの前方ポートへのアクセスを許可されたと発表し、アクシオムはそこにアクシオム軌道セグメントの最初のノードを停泊させる予定であるが、この複合施設は、2024年以降に大きな観察窓を備えた5つの加圧モジュールに成長する可能性があり、これは、トランクウィリティーの天底側に取り付けられている現在のキューポラと同様で、ISSへのこの新たな追加により、地球低軌道での同社の促進することができる。早ければ2024年に最初のモジュールが打ち上げられるのに先立ち、アクシオムは民間人宇宙飛行士、あるいは公的機関や民間団体からの宇宙飛行士に報酬を支払って構成する有人ミッションを組織し、ISSへ飛行させる計画を立てていた。2020年3月、アクシオムは、早ければ2021年後半にもスペースXのクルードラゴン宇宙船によるISSへの飛行をチャーターすると発表した。このミッションは、ISSへの完全に商業的に運用される初の有人ミッションであり、2021年12月のロスコスモスのソユーズMS-20ミッションと並んで、最初の軌道専用民間有人ミッションの1つである。アクシオムは初飛行に続き「NASAが提供する飛行機会に合わせて」ISSへの有人飛行を年に2回提供する予定である。

## クルー
マイケル・ロペス＝アレグリアが商用宇宙飛行士として選定された。残る3席は民間宇宙飛行士のために用意され、それぞれの費用として5500万米ドルと発表された。
クルードラゴンの最初の有人テスト飛行である2020年5月のCrew Dragon Demo-2の打ち上げに続いて、アックシオムのCEO、マイケル・サフレディーニは「あと一月かそこら」でクルーの名前を発表する予定だと述べ、Ars Technicaは、クルーの全容は「おそらく2021年1月に発表されるだろう」と報じた。2021年1月26日に、アクシオムはマイケル・ロペス＝アレグリア、ラリー・コナー、マーク・パティおよびエイタン・スティッベからなるこのミッションのクルー全員を明らかにした。同社はまた、ペギー・ウィットソンを予備の指揮官として、ジョン・ショフナーを予備の操縦士として発表した。マイケル・ロペス＝アレグリアは元NASAの宇宙飛行士であるとともに、アクシオム・スペースの副社長でもある。ジョン・ショフナーは航空ショーのパイロットであるとともに起業家だが、アクシオムの雇用者でも政府の訓練を受けた宇宙飛行士でもない。ペギー・ウィットソンは元NASAの宇宙飛行士でアクシオムのコンサルタントである。
俳優のトム・クルーズと映画プロデューサーのダグ・リーマンが映画の企画として搭乗すると報道されたが、その後、後続の便に登場することが発表された。

### 正規クルー
| 地位                        | 宇宙飛行士                                     | 宇宙飛行士                                     |
| --------------------------- | ---------------------------------------------- | ---------------------------------------------- |
| 宇宙船指揮官                | / マイケル・ロペス＝アレグリア 5回目の宇宙飛行 | / マイケル・ロペス＝アレグリア 5回目の宇宙飛行 |
| 操縦士                      | ラリー・コナー 1回目の宇宙飛行                 | ラリー・コナー 1回目の宇宙飛行                 |
| 第1ミッションスペシャリスト | マーク・パティ 1回目の宇宙飛行                 | マーク・パティ 1回目の宇宙飛行                 |
| 第2ミッションスペシャリスト | エイタン・スティッベ 1回目の宇宙飛行           | エイタン・スティッベ 1回目の宇宙飛行           |

### 予備クルー
| 地位                        | 宇宙飛行士           | 宇宙飛行士           |
| --------------------------- | -------------------- | -------------------- |
| 宇宙船指揮官                | ペギー・ウィットソン | ペギー・ウィットソン |
| 操縦士                      | ジョン・ショフナー   | ジョン・ショフナー   |
| 第1ミッションスペシャリスト | シア・スティッベ医師 | シア・スティッベ医師 |

## ミッション

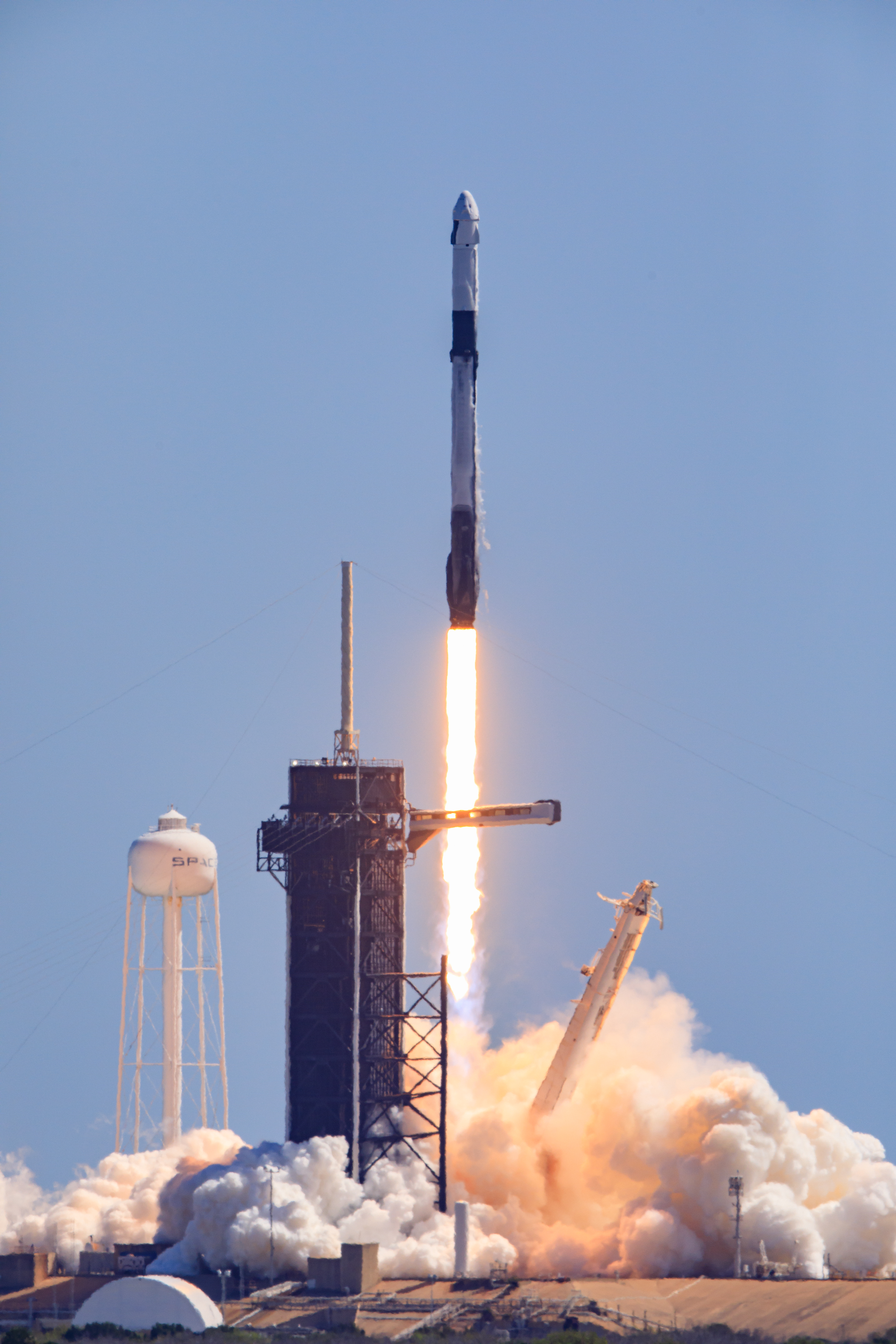
ケネディ宇宙センター第39発射施設からのアクシオム・ミッション1の離昇

このミッションは2022年4月8日の東部標準時11時17分に打ち上げられた。このミッションは、ファルコン9を打ち上げるためにスペースXにリースされているケネディ宇宙センター第39発射施設（LC-39A）からファルコン9 ブロック5に搭載されて打ち上げられた。このミッションは、以前にCrew Dragon Demo-2およびスペースX Crew-2ミッションで使用されたクルードラゴンのエンデバーに搭乗して飛行した。その後、宇宙船は1日足らずでステーションに移動してハーモニーモジュールにドッキングし、国際宇宙ステーション（ISS）で10日間過ごし、ISSでの滞在後、宇宙船はドッキングを解除し、大西洋に着水して地球に帰還する予定だった。帰還地点の悪天候の影響で帰還が遅延し、その結果、クルーはISSで16日間を過ごし、軌道上で合計17日を過ごした。
国際宇宙ステーションを訪れた初めての民間ミッションで搭載された「ゼロGインジケーター」は、モントリオール小児病院財団のマスコットである「キャメロット」というおもちゃの犬だったことが明らかにされた。
ISSに滞在中、民間人クルーは25種類以上の異なる研究実験を実施した。
イスラエルのミッション部分は「ラキア」（Rakia）と呼ばれ、これはヘブライ語で「空」を意味すると共に、2003年のコロンビア号空中分解事故後に回収されて出版されたイラン・ラモーンの日記のタイトルでもある。
コナーはまた、ニール・アームストロング航空宇宙博物館を代表して、3個のアイテムを船内に持ち込んだ。コナーはオハイオ州出身であり、持ち込んだアイテムはジョン・グレン上院議員の選挙運動ボタン、アームストロング航空宇宙博物館のパッチおよび着水後にアポロ11号から取り外されたカプトンフォイルだった。